# Gus Wallez
Gus Wallez (auch Gus Valles, * um 1930) ist ein französischer Jazz- und Unterhaltungsmusiker (Schlagzeug, auch Komposition).
Wallez spielte ab Mitte der 1950er-Jahre im Orchester von Michel Legrand sowie in dessen Trio mit Guy Pedersen, zu hören auf der LP Legrand Piano (Columbia). Weitere Aufnahmen entstanden in dieser Zeit mit Earl Hines und Pierre Gossez. 1960 war er am Soundtrack des Spielfilms Paris Blues beteiligt. In den 1960er-Jahren spielte er mit Hubert Rostaing (Twist Contre Tango), The Swingle Singers (Bach's Greatest Hits), André Benichou und mit Guy Marchand/Mickey Nicolas („Je cherche une femme“). Im Bereich des Jazz war er laut Tom Lord zwischen 1956 und 1969 an 15 Aufnahmesessions beteiligt.
In späteren Jahren arbeitete Wallez mit Orchestern und Ensembles wie André Dedjean, André Popp, Claude Bolling, Georges Arvanitas, Jean-Michel Defaye sowie mit der Twist-Formation Les Guitares du Diable um Léo Petit. Unter eigenem Namen (Gus Wallez et ses Rythmes) legte er die EP Stéréo Danse N°2 vor. Als Sessionmusiker wirkte er auch bei Aufnahmen von Pierre Barouh, Serge Lama und Serge Reggiani mit; außerdem begleitete er die Chanson-Sängerin Zizi Jeanmaire.
Laut Georges Paczynski galt Wallez als bemerkenswerter Rhythmusspieler und sehr solider Studiomusiker.

## Diskographische Hinweise
- Marcel Gall et son Orchestre, Pierre Dieuzey et son Ensemble, Pierre Brachet et son Ensemble, Gus Wallez et son Ensemble, Legitimus et son Ensemble, Roger Simon st Son Ensemble: Stereo Party N°1 (Teppaz)